# Saint John (Jersey)

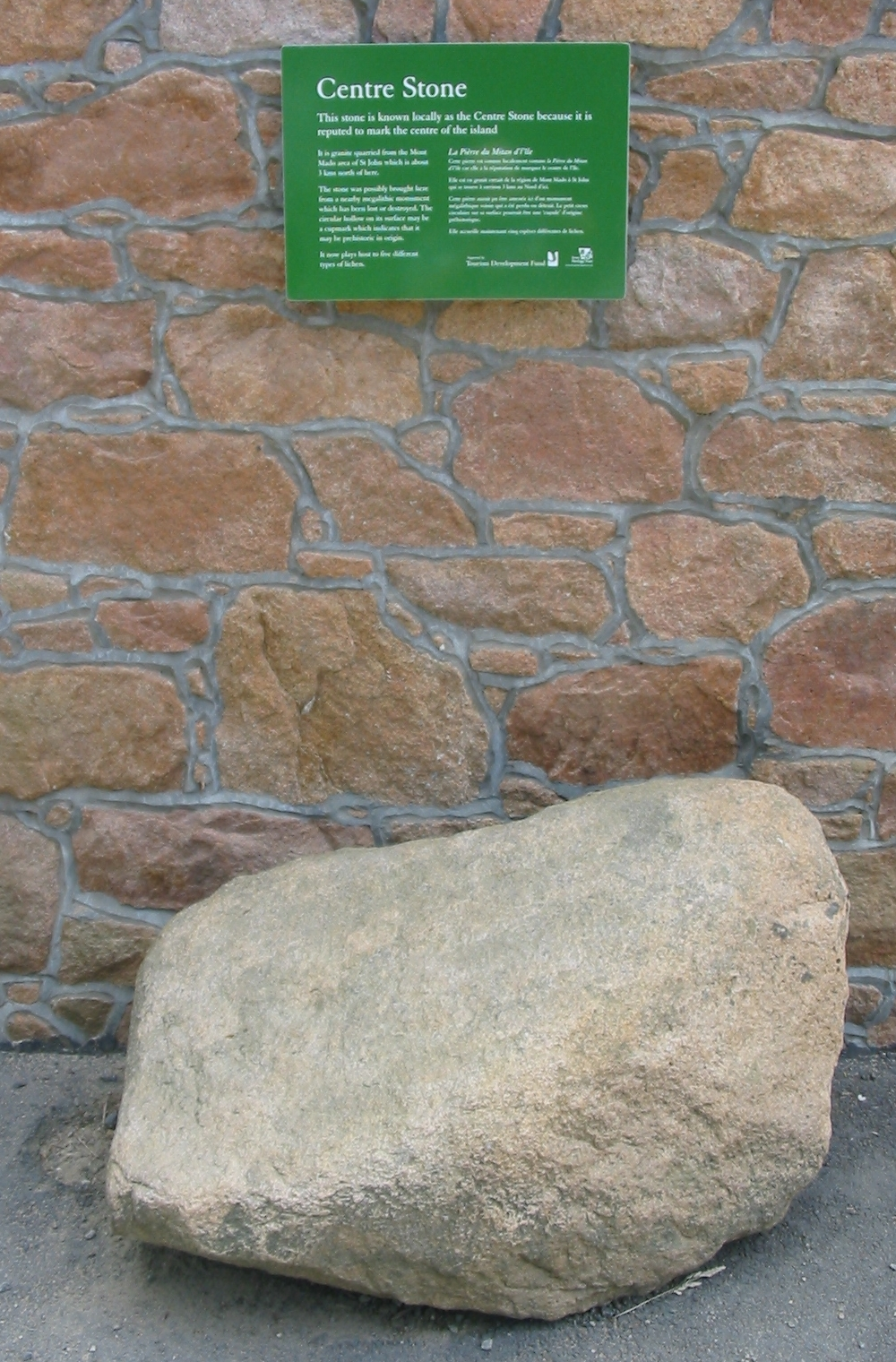
Kamień "środka" wyspy znajdujący się w St. John

Saint John (jèrriais Saint Jean) - okręg (parish) na wyspie Jersey (Wyspy Normandzkie) położony na północnym wybrzeżu wyspy.
W miejscowości znajduje się kamień tradycyjnie wyznaczający środek wyspy (współcześnie wiadomo że środek wyspy jest daleko od głazu). W okręgu oprócz kamienia "środka" wyspy znajduje się megalityczny kompleks La Hougue Boete.